# Planty (park)

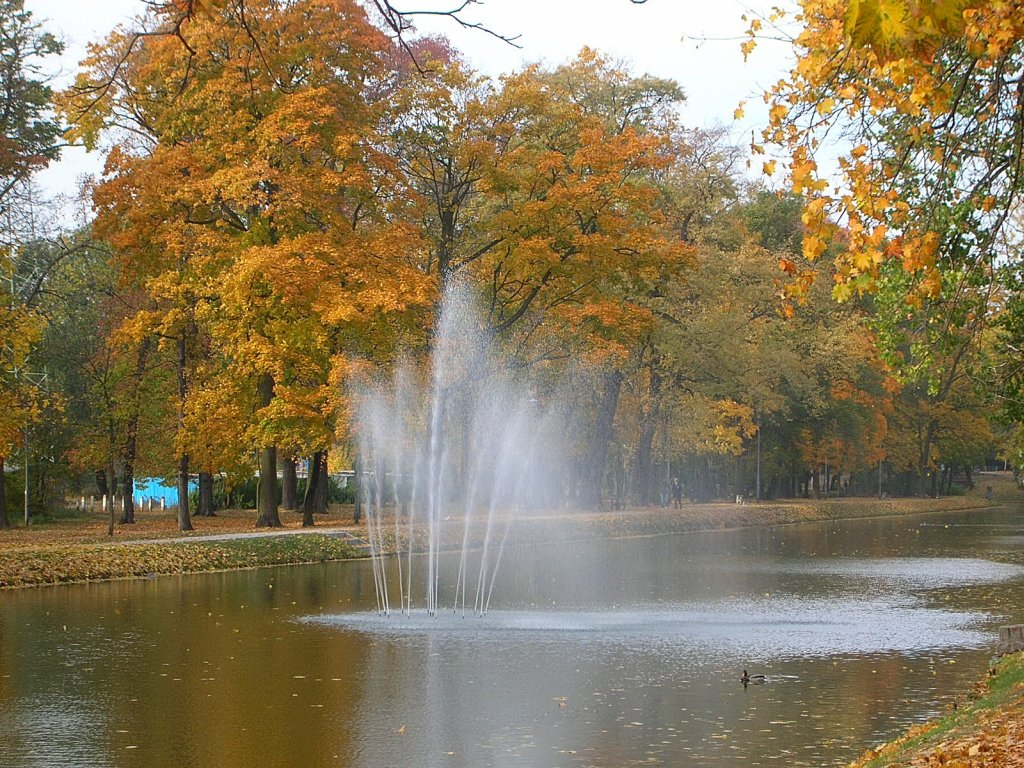
Planty ve městě Bydhošť (polsky: Bydgoszcz) v roce 2008

Planty je název používaný v Polsku pro jeden z druhů městských parků . Jedná se obvykle o parky nebo pásy zeleně založené na místech bývalých fortifikačních systémů – hradeb, obranných valů, vodních příkopů nebo bývalého říčního koryta. Název je odvozen od slov splantować (zplanýrovat, srovnat, urovnat) či plantacja (plantáž).